# Ветер влюблённых
«Ветер влюблённых» (фр. Le vent des amoureux) — французский документальный фильм Альбера Ламориса. Номинант на премию «Оскар» за лучший документальный полнометражный фильм 1979 года.
Снят в Иране. Был смонтирован уже после смерти режиссёра его вдовой и  сыном.

## Сюжет
Основу ленты составляют пейзажи Ирана, снятые с вертолёта с закадровым голосом  иранского режиссёра и писателя Манучера Анвара.